# Пятая битва при Изонцо
Пятая битва при Изонцо(ит. Quinta battaglia dell'Isonzo) — наступление итальянских войск силами 2-й и 3-й армий, проводившееся 11 — 29 марта 1916 года на позиции австро-венгерской армии во время Первой мировой войны.
Наступление при Изонцо в марте планировалась Антантой во время сражении при Вердене на Западном фронте. Предполагалось, что итальянское наступление не допустит переброски германских сил с других театров военных действий и ослабит немецкий нажим на Верден. 
Операция началась с артиллерийской подготовки на всем участке Итальянского фронта. Затем итальянцы перешли в наступление на Карсте и на плацдарме Толмин, где итальянцы атаковали Мрзли, Санта-Мария, Подгора, пик 4 горы Сан-Микеле, Капелла-Дирута и Сан-Мартино-дель-Карсо. Атаки осуществлялись по усмотрению отдельных командиров, а не верховного командования, без какой-либо конкретной цели, имевшие целью отвлечь противника. На некоторых участках австрийцы контратаковали и вынудили к отходу итальянские части. Бои постепенно затихли из-за неблагоприятных погодных условий.
«Пятая битва при Изонцо» продолжалась до конца марта, однако ощутимых результатов Италии и союзникам она не принесла, и наступление было остановлено.